# Beatriz Galán
Beatriz Galán (ca. 1940) es una deportista argentina que compitió en natación adaptada. Destacó por integrar la primera delegación paralímpica argentina a los Juegos Paralímpicos de Roma 1960. Allí obtuvo una medalla de bronce en 50 m libre. 

## Roma 1960
| Natación: 50 m libre clase 4 | Natación: 50 m libre clase 4 | Natación: 50 m libre clase 4 | Natación: 50 m libre clase 4 | Natación: 50 m libre clase 4 |
|                              | Nadador                      | País                         | Tiempo                       |                              |
| ---------------------------- | ---------------------------- | ---------------------------- | ---------------------------- | ---------------------------- |
| 1                            | Zander                       | Alemania                     | 0:50.50                      |                              |
| 2                            | Margaret Harriman            | Rodesia                      | 1:10.80                      |                              |
| 3                            | Beatriz Galán                | Argentina                    | 1:38.60                      |                              |